# René Thomas (Molekularbiologe)

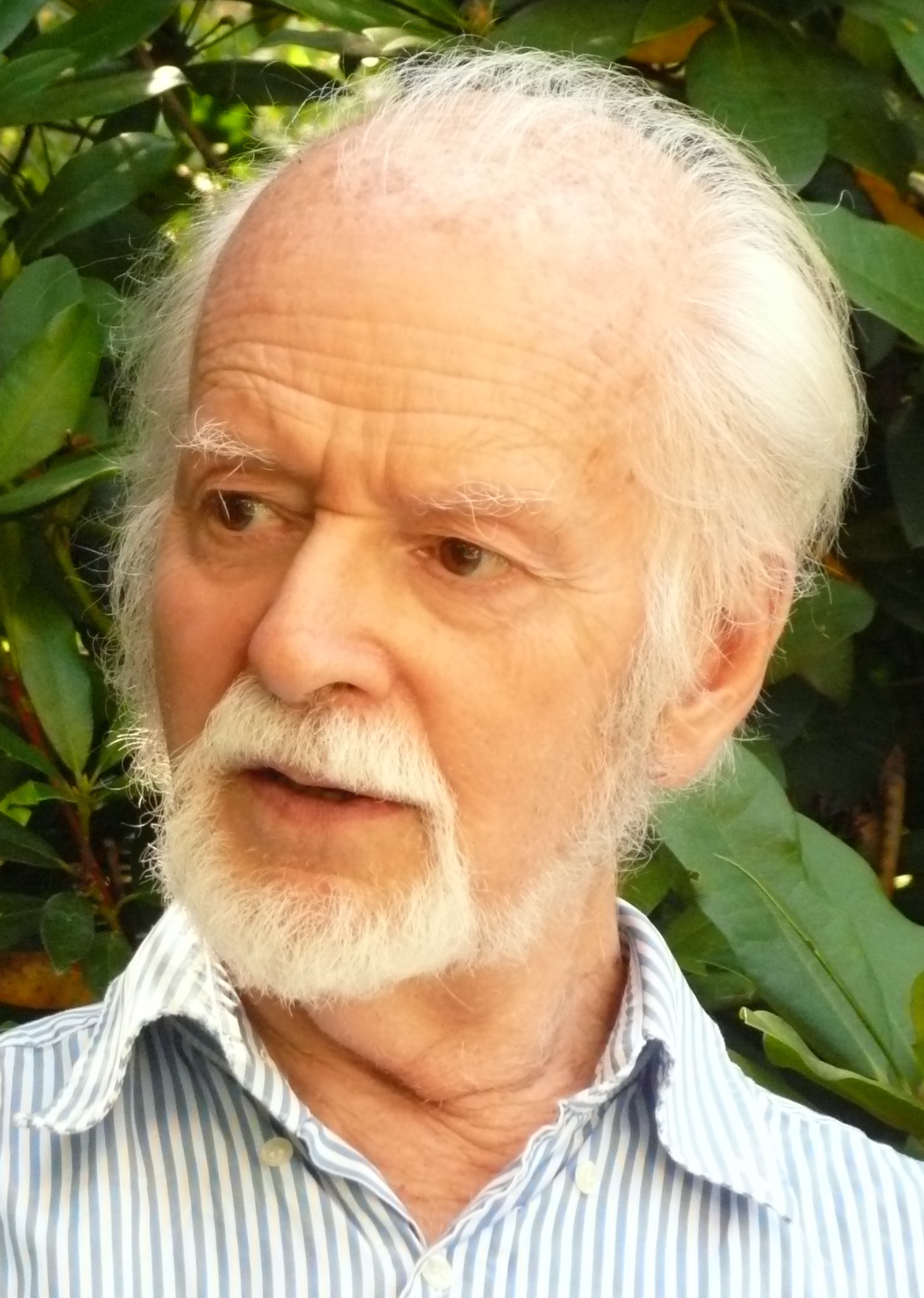
René Thomas

René Thomas (* 14. Mai 1928 in Ixelles; † 9. Januar 2017 in Rixensart) war ein belgischer Biologe, der sich mit mathematischer Modellierung der Vorgänge in Zellen befasste (Theoretische Biologie). Er war Professor an der Freien Universität Brüssel und dort am Zentrum für Nichtlineare Phänomene und Komplexe Systeme tätig.

## Werdegang
Thomas wurde 1952 an der Freien Universität Brüssel promoviert (Recherches sur la spécificité des acides nucléiques) und befasste sich anfangs mit Denaturierung von DNA (Entdeckt von ihm 1951 in seiner Dissertation) und Kontrolle von Bakteriophagen-Vermehrung (Entdeckung von Transaktivierung von Viren-Genen 1965).
Er war für diskrete (logische) Modelle der Regulierungs-Netzwerke in Zellen bekannt, die eine Alternative zur Modellierung mit Differentialgleichungen sind.  Außerdem untersuchte er mathematisch die Funktion von Rückkopplung in biologischen Systemen, wobei positive Rückkopplung nach Thomas für die Existenz mehrere zur Wahl stehender Zustände (Multistationarität) wichtig ist (z. B. Gedächtnis, Differenzierung in der Entwicklungsbiologie), negative Rückkopplung für die Existenz von Attraktoren (stabil, Grenzzyklen oder chaotisch).
1999 erhielt er die Grande médaille de l’Académie des sciences und 1975 erhielt er den Francqui-Preis.
Seit 1986 war er volles Mitglied der Académie royale des Sciences, des Lettres et des Beaux-Arts de Belgique. 1989 wurde er zum Mitglied der Academia Europaea gewählt.

## Schriften
- mit M. Kaufman: Multistationarity, the basis of cell differentiation and memory. I. Structural conditions of multistationarity and other nontrivial behavior. In: Chaos: An Interdisciplinary Journal of Nonlinear Science. Band 11, Nr. 1, März 2001, S. 170–179, doi:10.1063/1.1350439.
- mit M. Kaufman: Multistationarity, the basis of cell differentiation and memory. II. Logical analysis of regulatory networks in terms of feedback circuits. In: Chaos: An Interdisciplinary Journal of Nonlinear Science. Band 11, Nr. 1, März 2001, S. 180–195, doi:10.1063/1.1349893.
- Boolean formalization of genetic control circuits. In: Journal of Theoretical Biology. Band 42, Nr. 3, Dezember 1973, S. 563–585, doi:10.1016/0022-5193(73)90247-6.
- On the Relation Between the Logical Structure of Systems and Their Ability to Generate Multiple Steady States or Sustained Oscillations. In: Jean Della Dora, Jacques Demongeot, Bernard Lacolle (Hrsg.): Numerical Methods in the Study of Critical Phenomena (= Springer Series in Synergetics). Volume 9. Springer, Berlin/Heidelberg 1981, ISBN 978-3-642-81705-2, S. 180–193.
- mit S. Brenner, W. Dove, I. Herskowitz: Genes and Development: Molecular and Logical Themes. In: Genetics. Band 126, Nr. 3, November 1990, S. 479–486, PMID 2249752.
- mit M. Kaufman, J. Urbain: Towards a logical analysis of the immune response. In: Journal of Theoretical Biology. Band 114, Nr. 4, 21. Juni 1985, S. 527–561, doi:10.1016/S0022-5193(85)80042-4.
- mit R. D’Ari: Biological Feedback. CRC Press, 1990, ISBN 0-8493-6766-2.
- als Herausgeber: Kinetic logic: a boolean approach to the analysis of complex regulatory systems. In: René Thomas (Hrsg.): Lecture notes in biomathematics. Band 29, 1979.